# خمسة أيام في ميموريال
خمسة أيام في ميموريال: الحياة والموت في مستشفى دمرته العواصف هو كتاب واقعي صدر عام 2013 للصحفية الأمريكية شيري فينك. يعرض الكتاب بالتفصيل آثار إعصار كاترينا في المركز الطبي التذكاري في نيو أورليانز في أغسطس 2005، وهو امتداد لمقال حائز على جائزة بوليتزر كتبته فينك ونشر في مجلة نيويورك تايمز في عام 2009. يصف الأحداث التي وقعت في مركز ميموريال الطبي على مدى خمسة أيام حيث حوصر آلاف الأشخاص في المستشفى بدون كهرباء. أدى نظام فرز المصابين الذي طُبق إلى عدم إعطاء الأولوية في الإخلاء للمرضى المصابين بأمراض خطيرة، وزُعم لاحقًا أن عددًا من هؤلاء المرضى قتلوا بطريقة رحيمة على يد الطاقم الطبي والتمريض قبل وقت قصير من إخلاء المستشفى بأكمله في اليوم الخامس من الأزمة. تدرس فينك العواقب القانونية والسياسية لقرار القتل الرحيم للمرضى والقضايا الأخلاقية المحيطة بالقتل الرحيم والرعاية الصحية في سيناريوهات الكوارث. لاقى الكتاب استحسان معظم النقاد وحصل على ثلاث جوائز، بما في ذلك جائزة دائرة نقاد الكتاب الوطنية للكتب الواقعية.
كان من المقرر أن يكون الكتاب أساسًا للموسم الثالث من سلسلة الجرائم الحقيقية لمختارات إف إكس قصة الجريمة الأمريكية قبل إلغائه.  حول الكتاب إلى مسلسل قصير بواسطة جون ريدلي وكارلتون كيوز لصالح أبل تي في+. 

## الخلفية
في البداية، كتبت شيري فينك خمسة أيام في ميموريال كمقالة في مجلة مكونة من 13000 كلمة بعنوان "الخيارات القاتلة في ميموريال"، نشرتها مجلة نيويورك تايمز في أغسطس 2009، في الذكرى السنوية الرابعة لإعصار كاترينا.   ركزت القصة على الأحداث التي وقعت في المركز الطبي التذكاري في نيو أورليانز (يُعرف الآن باسم مركز أوكسنر المعمداني الطبي) عندما غمرت المياه المستشفى وتعطلت مولداته في أعقاب إعصار كاترينا، مما لفت الانتباه بشكل خاص إلى مسألة قتل الطاقم الطبي والتمريضي العديد من المرضى قتلاً رحيماً.  انجذبت فينك إلى هذا الموضوع بسبب خبرتها كطبيبة تعمل في مناطق النزاع وكصحفية تكتب عن المستشفيات في مناطق الحرب.   اعتمد المقال الذي كان بمثابة مهمة مشتركة بين بروبوبليكا و مجلة نيويورك تايمز،  على عامين من الأبحاث والمقابلات التي أجريت مع 140 شخصًا وفاز بجائزة بوليتزر للتقارير الاستقصائية لعام 2009. 
بينما كانت تكتب "الخيارات المميتة في ميموريال "، قررت فينك توسيع المقال إلى كتاب. نظرًا لأنها "استمرت في اكتشاف حقائق جديدة ومحاولة دمجها في القصة لأنها بدت ضرورية"، فقد شجعها محرر المساعد لها على حفظ المواد الإضافية لنشرها في كتاب.  وتوسعًا في بحثها الأصلي، أجرت فينك أكثر من 500 مُقابلة مع الأشخاص الذين كانوا في المستشفى أثناء الكارثة، وعائلات المرضى القتلى والمديرين التنفيذيين للمستشفى ومسؤولي إنفاذ القانون وعلماء الأخلاق.  أجرت مقابلة مع الدكتورة آنا بو، إحدى الشخصيات الرئيسية في القصة، حول تجاربها في ميموريال، لكن بو رفضت مناقشة التفاصيل المتعلقة بوفيات المرضى بناءً على نصيحة محاميها.   وقالت فينك إنه بينما "كان بعض المهنيين الطبيين والتمريضيين يلتزمون الصمت"، فقد تأثرت بانفتاح العديد من الموظفين بما في ذلك طبيبان تحدثا بحرية عن قرارهما بقتل مرضاهما قتلاً رحيماً.  راجعت فينك أيضًا الصور ومقاطع الفيديو ورسائل البريد الإلكتروني والمذكرات التي أنتجت في ذلك الوقت، واطلعت على تقارير الطقس ومخططات طوابق المستشفى. 

## المحتوى
ينقسم الكتاب إلى قسمين؛ يركز الجزء الأول بعنوان "الخيارات المميتة"، على الأحداث التي وقعت في مركز ميموريال الطبي على مدار "الأيام الخمسة" المشار إليها في عنوان الكتاب: 28 أغسطس - 1 سبتمبر 2005. وخلال هذه الأيام الخمسة، أثبتت خطط ميموريال للطوارئ عدم كفايتها حيث انقطعت الكهرباء عن المستشفى وتعطلت مولداته الاحتياطية، مما تركه بدون أضواء وتكييف هواء وأنظمة صرف صحي ومعدات طبية أساسية. وحوصر آلاف الموظفين والمرضى والأشخاص الذين تم إجلاؤهم بسبب مياه الفيضانات داخل المبنى في انتظار إجلائهم بالقوارب أو طائرات الهليكوبتر. تصف فينك طريقة الفرز غير الاعتيادية التي اعتمدها الطاقم الطبي، حيث أعطيت أولوية الإجلاء للمرضى المتنقلين ووضع المرضى المصابين بأمراض خطيرة في آخر القائمة. بدأ إجلاء المرضى في اليوم الثالث واستمر ببطء حتى اليوم الخامس، عندما قرر بعض الطاقم الطبي قتل المرضى المصابين بأمراض خطيرة بشكل رحيم والإسراع في موتهم بحُقن قاتلة من المورفين، معتقدين أنهم لن ينجو. تُصف القصة من وجهة نظر العديد من المشاركين، مجمعة معاً من المقابلات ورسائل البريد الإلكتروني وسجلات الهاتف.

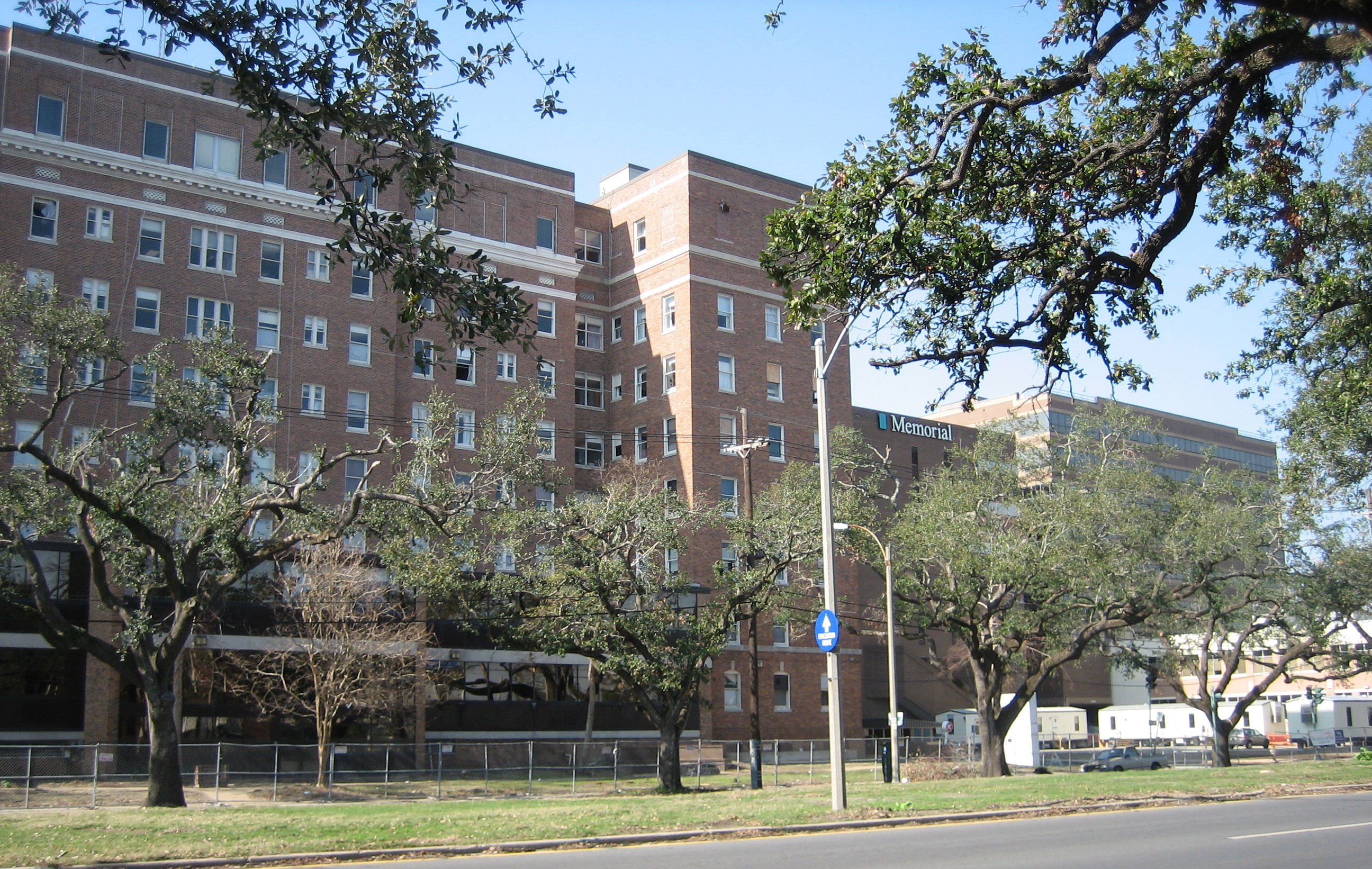
مركز ميموريال الطبي في يناير 2006، ولا يزال مغلقًا بعد إعصار كاترينا

يُناقش الجزء الثاني بعنوان "الحساب" التداعيات القانونية والسياسية لاستجابة منظمة ميموريال للأزمة وخاصة قرارات القتل الرحيم للمرضى.  في المجمل، توفي 45 مريضًا قبل إخلاء المستشفى واكتشفت تركيزات عالية من المورفين وأدوية أخرى في أنسجة 23 مريضًا.  تُركز فينك بشكل كبير على التحقيق في تصرفات الدكتورة آنا بو وممرضتي العناية المركزة، شيري لاندري ولوري بودو اللواتي اتُهمن جميعًا بارتكاب جريمة قتل من الدرجة الثانية بعد مزاعم بأنهن أعطينَ جرعات مميتة من المورفين لبعض المرضى.   كان تعاطف الجمهور إلى حد كبير مع موظفات ميموريال الثلاثة المتهمات. أسقطت التهم الموجهة إلى لاندري وبودو في النهاية، واختارت هيئة محلفين كبرى عدم توجيه الاتهام إلى بو في عام 2007  ُناقشت فينك القضايا الأخلاقية المحيطة بالأحداث في ميموريال، بالإضافة إلى المشاركين في حالات الكوارث والقتل الرحيم بشكل عام.  تنتقد خاتمة موجزة بروتوكولات الرعاية الصحية في حالات الكوارث وتستخدم إعصار ساندي الذي حدث عام 2012 مثالاً لتوضيح عدم وجود تغيير في إجراءات المستشفيات استجابةً للكارثة التي سببها إعصار كاترينا وفشل حكومة الولايات المتحدة في فرض معايير "الاستعداد لحالات الطوارئ".  

## الاستقبال
كانت المراجعات النقدية لكتاب خمسة أيام في ميموريال إيجابية في الغالب. أشاد جيسون بيري من صحيفة نيويورك تايمز بـ "الذكاء المتلألئ" في مناقشة فينك للأحداث وقضاياها الأخلاقية، ولخص الكتاب بأنه "تقرير اجتماعي من الدرجة الأولى".  شعر ناقد آخر لصحيفة نيويورك تايمز وهو عالم الأخلاقيات الحيوية شيروين بي نولاند، بأن الكتاب يعرض "تقارير متقنة وكتابة جيدة" وأثنى بشكل خاص على لهجة ولغة كتابات فينك.  أُعجب هيرش ساوني منصحيفة ذيإ إندبندنت بالتفاصيل وتنوع وجهات النظر المقدمة في الكتاب ووصف الكتاب بأنه "يرتفع إلى آفاق فنية وفكرية لم يحلم بها في مجالات أخرى من وسائل الإعلام".  وجد بيتر بومونتوالذ الذي يكتب لصحيفة الغارديان أن أجزاء من الكتاب غير ملائمة من حيث البنية، لكنه شعر أنه بشكل عام كان "محكمًا واستفزازيًا وجذابًا" مع نهج عادل ومتعاطف للغاية مع الأطراف المعنية.  أشادت مُراجعة أجراها جون بي شاول في سياتل تايمز بقدرة فينك على إنتاج "سرد مقنع وكاشف" للأحداث على الرغم من محدودية الوصول إلى الأدلة مثل تقارير التحقيق وشهادة بو،  في حين وصف كيرت شلاير من ستار تريبيون خمسة أيام في ميموريالباعتباره "كتابًا مهمًا من شأنه أن يجعل دمك يغلي بغض النظر عن جانب القضية الذي تدعمه". 
جاءت مراجعة جوليا إم كلاين من صحيفة بوسطن غلوب أكثر سلبية، إذ وجدت الكتاب "طويلًا جدًا ومفصلاً ويصعب أحيانًا متابعته وبدون مكافأة سردية حقيقية" وشعرت أن استنتاجات فينك قُدّمت بشكل أكثر وضوحًا في مقالتها الأصلية في المجلة أكثر من الكتاب  وجدت لورا ميلر من مجلة صالون أن النصف الأول من الكتاب يفتقر إلى "الشكل أو التماسك ومعنى هذه التفاصيل أو تلك غير الواضح والجدول الزمني مشوش أحيانًا"، لكنها أعجبت أكثر بمناقشة آثار الكارثة في النصف الثاني.  انتقدت الناقدة سوزان جين جيلمان من الإذاعة الوطنية العامة الكتاب لأنه "يثير جدلًا أكثر مما يجيب عليه" لكنها أشادت بكتابة فينك "العادلة والمتوازنة والدقيقة". 

### الجوائز والتكريمات
فاز كتاب خمسة في ميموريال بجائزة دائرة نقاد الكتب الوطنية  للقصص الواقعية لعام 2014، وجائزة لوس أنجلوس تايمز للكتاب لعام 2013 في فئة الاهتمام الحالي وجائزة ريدنهور للكتاب لعام 2014 وجائزة القلم / جون كينيث غالبريث (2015). كما رُشح لميدالية أندرو كارنيجي للتميز في القصص الواقعية لعام 2014. كانت كتب ألا البارزة للبالغين (2014)، كتب يالسا المتميزة للكلية ملزمة (2014؛ العلوم والتكنولوجيا) وكريستيان ساينس مونيتور "15 أفضل" (2013؛ غير روائي).

## مسلسلات قصيرة
في 1 سبتمبر 2020، أُعلن أن أبل تي في + قد أعطت أمرًا بإنتاج مسلسل تلفزيوني قصير مُقتبس من الكتاب. سيعمل جون ريدلي وكارلتون كيوز كمخرجين وكتاب ومنتجين تنفيذيين. سيقوم ريدلي بإخراج المسلسل القصير وإنتاج من قبل استوديوهات أي بي سي،  وفيرا فارميغا  أديبيرو أودوي  وكورنيليوس سميث جونيور  وجولي آن إيمري  وشيري جونز  ومولي هاجر  ومايكل جاستون  سوف يلعب دور البطولة.

## الروابط الخارجية
- عرض قدمه فينك حول خمسة أيام في ميموريال، 15 أكتوبر 2013، C-SPAN
- مقابلة مع فينك في خمسة أيام في ميموريال، 22 نوفمبر 2013، C-SPAN